# Client lourd

Modèle client-serveur.

Un client lourd est un logiciel qui propose des fonctionnalités complexes avec un traitement autonome. La notion de client s'entend dans une architecture client-serveur. Et contrairement au client léger, le client lourd ne dépend du serveur que pour l'échange des données dont il prend généralement en charge l'intégralité du traitement.

## Avantages
Le client lourd reste utilisable localement même en cas de panne réseau, d'indisponibilité ou saturation du serveur.

## Inconvénients
Les taches de déploiement, de maintenance et de mise à jour des clients lourds deviennent très coûteuses en cas d'applications complexes ou diffusées sur un très grand nombre de postes de travail.